# Rouletabille aviateur
Pour plus de détails, voir Fiche technique et Distribution.
Rouletabille aviateur est un film français réalisé par Steve Sekely, sorti en 1932.

## Synopsis
Un avion transportant l'or de la Banque de France en Hongrie a été attaqué par des pirates de l'air. L'avion est tombé en flammes et un mystérieux camion arrive. Les lingots sont alors cachés dans des sacs de farine.
Le célèbre et non-moins sympathique reporter-détective, Joseph Rouletabille, en vacances à Budapest a l'occasion de sauver de la noyade Rosy, la jeune fille du commissaire Bathory.
Aidé de Rosy, le reporter part en expédition pour découvrir l'endroit où les pirates de l'air cachent les lingots. Après de multiples péripéties, Rouletabille fait arrêter les voleurs et sauve Rosy, enlevée en avion....

## Fiche technique
- Réalisation : Steve Sekely
- Scénario : Pierre-Gilles Veber d'après l'histoire de Gaston Leroux
- Adaptation, dialogue : Pierre-Gilles Veber
- Décors : Serge Pimenoff
- Photographie : Fédote Bourgassoff
- Montage : 	Lothar Wolff
- Musique : Georges Van Parys
- Chansons
- Format :  Son mono - 35 mm - Noir et blanc - 1,37:1
- Production : Adolphe Osso
- Pays :  France
- Genre : Policier[1]
- Durée : 84 minutes
- Première présentation : 
  - France : 9 décembre 1932
- Affiche : Roland Coudon (France)

## Distribution
- Roland Toutain : Joseph Rouletabille
- Lisette Lanvin : Rosy
- Germaine Aussey : Sonia
- Alexandre Goth : Bathory
- Abel Duroy : Hubin
- Théa Dory
- Maurice Maillot : George K. George
- Léon Bélières : Sainclair
- Léonce Corne